# Utamaro - Il pittore visionario
Utamaro - Il pittore visionario (夢幻ウタマロ?, Mugen Utamaro) è un manga scritto e disegnato da Gō Nagai. È stato serializzato sulla rivista Afternoon tra il 2009 e il 2010 e poi pubblicato in volume unico da Hakusensha il 23 aprile 2010.

## Sinossi
Il pittore Utamaro dipinge il suo primo soggetto, Tayu Guren, una bellissima prostituta con cui ha un rapporto sempre più strano e violento, a causa della convinzione della donna di essere sotto l'effetto di un maledizione proveniente proprio dal dipinto.

## Pubblicazione
| Nº | Data di prima pubblicazione | Data di prima pubblicazione | Data di prima pubblicazione | Data di prima pubblicazione |
| Nº | Giapponese                  | Giapponese                  | Italiano                    | Italiano                    |
| -- | --------------------------- | --------------------------- | --------------------------- | --------------------------- |
| 1  | 23 aprile 2010              | ISBN 978-4-06-310657-2      | 1º marzo 2017               | ISBN 978-8868839123         |